# Ильин, Илья Иванович
Илья Иванович Ильин (7 (20) июля 1910 — 3 мая 1944) — советский лётчик разведывательной авиации ВВС Военно-морского флота, участник советско-финской и Великой Отечественной войн, Герой Советского Союза (16.05.1944). Майор (1.10.1943).

## Биография
Родился 7 (20) июля 1910 года в городе Санкт-Петербург. Русский. Член ВКП(б) с 1931 года. Окончил школу и вечернее отделение машиностроительного техникума в 1933 году.
В Военно-морском флоте с августа 1933 года. Окончил Ленинградскую военно-теоретическую школу лётчиков в январе 1934 года и Военную школу морских лётчиков и летнабов имени И. В. Сталина в Ейске в ноябре 1936 года. С ноября 1936 года служил в 44-й морской ближнеразведывательной авиационной эскадрилье Военно-воздушных силах Балтийского флота: младший лётчик, командир звена, командир отряда. Принимал участие в советско-финляндской войне 1939—1940 годов, совершив несколько десятков ночных вылетов на летающей лодке МБР-2. За проявленную храбрость тогда же был награждён своим первым орденом.
В ноябре 1940 года переведён помощником командира в 19-ю отдельную авиационную эскадрилью ВВС Балтийского флота, позднее стал в ней заместителем командира. 
В боях Великой Отечественной войны с июня 1941 года. Бывшая недоукомплектованной к началу войны, эскадрилья очень быстро потеряла в боях свои немногочисленные и устаревшие МБР-2, после чего часть лётчиков, в том числе и капитана И. Ильина, перевели в ВВС Черноморского флота. Там в октябре 1941 года официально назначен заместителем командира 45-й отдельной авиационной эскадрильи (фактически в боях на Чёрном море участвовал уже с сентября 1941 года), участвовал в обороне Перекопа и в атаках немецких наземных войск на юге Украины. С марта 1943 года воевал в 119-м морском разведывательном авиационном полку заместителем командира эскадрильи, а с марта 1943 года командовал эскадрильей. Участвовал в обороне Севастополя, в битве за Кавказ, в Керченско-Эльтигенской десантной операции и в борьбе за удержание Керченского плацдарма. Летал бомбить практически все занятые противником порты на Чёрном море. Освоил бомбардировщик Пе-2.
К августу 1943 года командир эскадрильи 119-го морского разведывательного авиационного полка капитан И. И. Ильин совершил 270 боевых вылетов: 252 на бомбардировку живой силы и техники врага, 18 на разведку его сил и средств в море. Уничтожил 8 складов с боеприпасами, три минных поля противника, подавил одну артиллерийскую батарею, взорвал железнодорожный эшелон цистерн с горючим, уничтожил 1 прожектор, причал в порту Анапы, создал 18 очагов пожаров. За эти подвиги был тогда же представлен к званию Героя Советского Союза.
Указом Президиума Верховного Совета СССР от 16 мая 1944 года «за образцовое выполнение боевых заданий командования в боях с немецкими захватчиками по освобождению Крымского полуострова и гор. Севастополя и проявленные при этом отвагу и геройство» гвардии майору Илье Ивановичу Ильину присвоено звание Героя Советского Союза.
Однако к тому времени отважного лётчика уже не было в живых. После представления к высшей награде Родины он продолжал столь же героически сражаться, как и ранее. К моменту гибели И. И. Иванов уже получил очередное воинское звание майор, выполнил 311 боевых вылетов, в том числе 284 в ночное время. Полк, в котором он воевал, был 22 января 1944 года удостоен гвардейского звания и преобразован в 13-й гвардейский морской разведывательный авиаполк. Вскоре полк был перевооружён на американские ленд-лизовские самолеты А-20 «Бостон». В ходе Крымской наступательной операции выполнял задачи по морской блокаде Севастополя и 22 апреля 1944 года потопил ещё один немецкий транспорт, а его подчинённые в той же атаки повредили 2 немецких корабля. 3 мая 1944 года гвардии майор И. И. Ильин вновь выполнил атаку немецкого морского конвоя в районе Севастополя и потопил транспорт водоизмещением 2500 тн, но его самолёт был сбит огнём зенитной артиллерии и упал в Чёрное море, весь экипаж погиб.
К моменту гибели на счету И. И. Ильина были 3 потопленных транспорта.

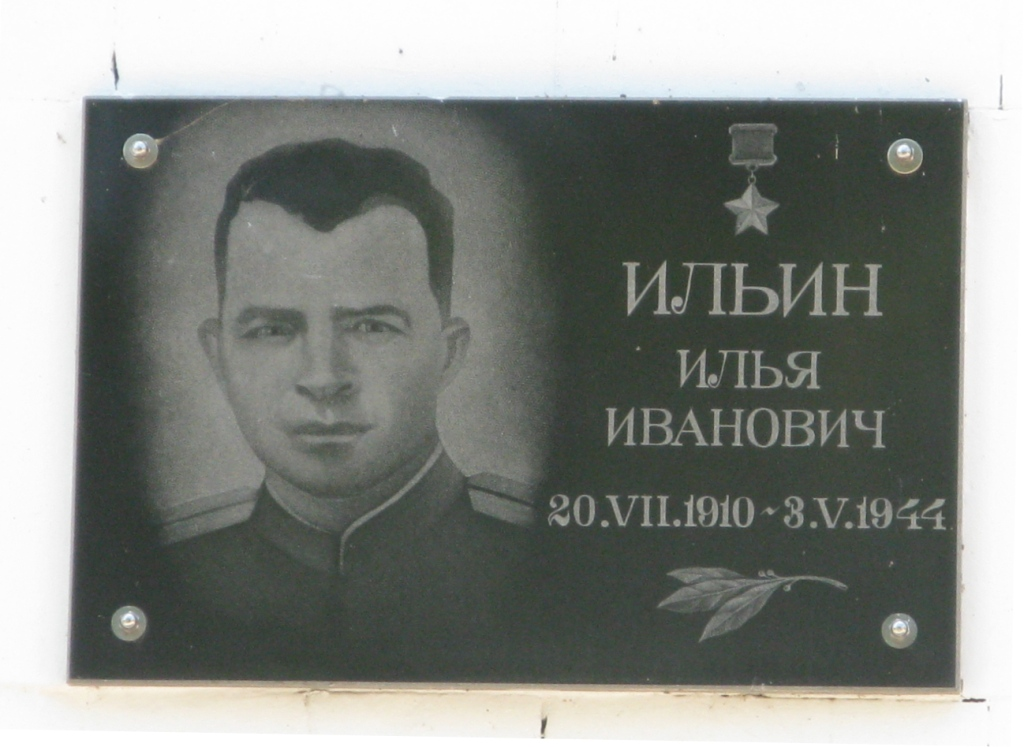
Памятная доска Герою Советского Союза И. И. Ильину

## Награды
- Герой Советского Союза (16.05.1944)
- Орден Ленина (16.05.1944)
- Два ордена Красного Знамени (7.02.1940, 3.12.1942)
- Орден Красной Звезды (29.01.1942)
- Медаль «За оборону Севастополя» (вручена 16.07.1943)[4]